# Grand-Camp (Eure)
Grand-Camp és un municipi francès situat al departament de l'Eure i a la regió de Normandia. L'any 2007 tenia 427 habitants.

## Demografia

### Població
El 2007 la població de fet de Grand-Camp era de 427 persones. Hi havia 171 famílies, de les quals 31 eren unipersonals (8 homes vivint sols i 23 dones vivint soles), 70 parelles sense fills, 66 parelles amb fills i 4 famílies monoparentals amb fills.
La població ha evolucionat segons el següent gràfic:
Habitants censats

### Habitatges
El 2007 hi havia 205 habitatges, 175 eren l'habitatge principal de la família, 21 eren segones residències i 9 estaven desocupats. 202 eren cases i 3 eren apartaments. Dels 175 habitatges principals, 150 estaven ocupats pels seus propietaris, 19 estaven llogats i ocupats pels llogaters i 6 estaven cedits a títol gratuït; 1 tenia una cambra, 4 en tenien dues, 22 en tenien tres, 59 en tenien quatre i 89 en tenien cinc o més. 149 habitatges disposaven pel capbaix d'una plaça de pàrquing. A 79 habitatges hi havia un automòbil i a 83 n'hi havia dos o més.

### Piràmide de població
La piràmide de població per edats i sexe el 2009 era:
| Homes | Edats   | Dones |
| ----- | ------- | ----- |
| 0     | 95 o +  | 0     |
| 0     | 90 a 94 | 4     |
| 4     | 85 a 89 | 0     |
| 4     | 80 a 84 | 0     |
| 4     | 75 a 79 | 4     |
| 4     | 70 a 74 | 20    |
| 12    | 65 a 69 | 8     |
| 16    | 60 a 64 | 4     |
| 12    | 55 a 59 | 12    |
| 16    | 50 a 54 | 24    |
| 24    | 45 a 49 | 28    |
| 32    | 40 a 44 | 16    |
| 12    | 35 a 39 | 12    |
| 4     | 30 a 34 | 12    |
| 4     | 25 a 29 | 0     |
| 8     | 20 a 24 | 8     |
| 36    | 15 a 19 | 20    |
| 12    | 10 a 14 | 36    |
| 4     | 5 a 9   | 0     |
| 0     | 0 a 4   | 12    |

## Economia
El 2007 la població en edat de treballar era de 279 persones, 213 eren actives i 66 eren inactives. De les 213 persones actives 197 estaven ocupades (103 homes i 94 dones) i 16 estaven aturades (5 homes i 11 dones). De les 66 persones inactives 37 estaven jubilades, 11 estaven estudiant i 18 estaven classificades com a «altres inactius».

### Ingressos
El 2009 a Grand-Camp hi havia 180 unitats fiscals que integraven 448,5 persones, la mediana anual d'ingressos fiscals per persona era de 18.972 €.

### Activitats econòmiques
Dels 23 establiments que hi havia el 2007, 3 eren d'empreses de fabricació d'altres productes industrials, 13 d'empreses de construcció, 1 d'una empresa d'informació i comunicació, 2 d'empreses financeres, 1 d'una empresa immobiliària i 3 d'empreses de serveis.
Dels 11 establiments de servei als particulars que hi havia el 2009, 2 eren paletes, 4 fusteries, 2 lampisteries, 2 electricistes i 1 empresa de construcció.
L'any 2000 a Grand-Camp hi havia 25 explotacions agrícoles que ocupaven un total de 774 hectàrees.

## Equipaments sanitaris i escolars
El 2009 hi havia una escola elemental integrada dins d'un grup escolar amb les comunes properes formant una escola dispersa.

## Poblacions més properes
El següent diagrama mostra les poblacions més properes.